# 김경혜
김경혜(金敬惠, 1957년 6월 18일 ~ )는 행정공직 은퇴 이후 서경대학교 국제통상학과 겸임교수 겸 삼육대학교 영어영문학과 겸임교수 직위를 거쳐 총신대학교 기독교교육학과 겸임교수 직위를 지낸 대한민국 여자 정치인 겸 前 정당인이자 前 외교관이다.
본관은 사천이며 서울에서 출생하였고 지난날 한때 경기도 시흥에서 잠시 유아기를 보낸 적이 있으며 그 후 경기도 수원에서 성장한 그녀는 경제애국당 탈당 직후 잠시 무소속 시절이던 2017년 광복절 서울 태극기 집회에 참가하여 서울과 인천에서 각각 개최되는 퀴어 축제를 비판하는 언사를 하기도 하였다.

## 주요 이력

### 경력
- 감사원 공직 입문(1980년).
- 감사원 기획관리실 전산담당관(1989년 1월).
- 감사원 기획관리실 서기관(1992년 2월).
- 감사원 국책사업감사단 국책사업제1과 서기관(1995년 3월).
- 감사원 국책사업감사단 국책사업제2과 과장(1996년 6월).
- 감사원 차장 차석비서관 전임(2000년 6월 13일).
- 감사원 차장 차석비서관 직위 퇴임(2000년 11월 6일).
- 대통령 비서실 국책사업감사특보비서관(2000년 12월 15일).
- 대통령 비서실 국책사업감사특보비서관 직위 퇴임(2002년 1월 23일).
- 주프랑스 대한민국 대사관 대사 동아시아국제대외외교특보비서관(2002년 2월 6일).
- 주미국 대한민국 대사관 대사 아시아국가관련외교특보비서관 전임(2002년 3월 21일).
- 주미국 대한민국 대사관 대사 아시아국가관련외교특보비서관 직위 퇴임(2002년 5월 27일).
- 자유민주연합 외교행정특보위원(2002년 7월 25일 ~ 2006년 1월 19일).
- 자유민주연합 탈당(2006년 1월 19일).
- 국민중심당 국제정치외교행정특보위원(2006년 4월 30일 ~ 2006년 11월 30일)
- 국민중심당 탈당(2006년 11월 30일).
- 기독사랑실천당 국제정치외교행정특보위원(2006년 12월 19일 ~ 2008년 12월 25일).
- 기독사랑실천당 탈당(2008년 12월 25일).
- 평화민주당 (2010년) 국제정치외교행정특보위원(2011년 4월 30일 ~ 2012년 1월 16일).
- 평화민주당(2010년) 탈당(2012년 1월 16일).
- 국민행복당 (2011년) 국제정치외교행정특보위원(2012년 1월 29일 ~ 2012년 3월 16일).
- 국민행복당 (2011년) 탈당(2012년 3월 16일).
- 선진통일당 국제정치외교행정특보위원(2012년 3월 23일 ~ 2012년 4월 30일).
- 선진통일당 탈당(2012년 4월 30일).
- 서경대학교 국제통상학과 겸임교수(2012년 8월 ~ 2013년 8월).
- 삼육대학교 영어영문학과 겸임교수(2013년 2월 ~ 2016년 8월).
- 숭실대학교 행정학과 겸임교수(2013년 8월 ~ 2014년 2월).
- 한반도미래연합 국제정치외교행정특보위원(2016년 4월 26일 ~ 2016년 5월 20일).
- 한반도미래연합 탈당(2016년 5월 20일).
- 국민대통합당 (2015년) 국제미디어행정특보위원(2016년 5월 26일 ~ 2016년 7월 20일).
- 국민대통합당 (2015년) 탈당(2016년 7월 20일).
- 총신대학교 기독교교육학과 겸임교수(2016년 8월 ~ 2017년 2월).
- 경제애국당 국제정치외교행정특보위원(2017년 5월 31일 ~ 2017년 7월 20일).
- 경제애국당 탈당(2017년 7월 20일).
- 대한애국당 국제정치외교행정특보위원(2017년 9월 15일 ~ 2017년 9월 26일).
- 대한애국당 문화예술위원회 위원장(2017년 9월 26일 ~ 2018년 7월 31일).
- 대한애국당 최고위원(2017년 10월 23일 보임).
- 우리공화당 최고위원(2019년 6월 24일).
- 우리공화당 탈당(2019년 6월 26일).